# La Vallee (Ontario)
La Vallee es un municipio canadiense situado en la provincia de Ontario.

## Superficie
La Vallee tiene una superficie de 237,12 km².

## Demografía
En 2021, tenía 788 habitantes, una densidad poblacional de 3,3 hab./km², y 379 viviendas.